# Библиотека Сент-Женевив
Библиотека Сент-Женевив (фр. Bibliothèque Sainte-Geneviève) је јавна и универзитетска библиотека која се налази преко пута Пантеона, у 5. арондисману Париза. Заснована је на збирци опатије Свете Женевив коју је у 6. веку основао Хлодовех I, краљ Франака. Збирка библиотеке је спасена од уништења током Француске револуције. Нову читаоницу за библиотеку, са иновативним гвозденим оквиром који подржава кров, саградио је између 1838. и 1851. године архитекта Анри Лабруст. Библиотека садржи око 2 милиона докумената и тренутно је главна међууниверзитетска библиотека за различите огранке Универзитета у Паризу, а такође је отворена за јавност. Административно је повезана са Универзитетом Сорбона Нувел.